# Juan Ortea Fernández
Juan Ortea Fernández (Madrid, 1870-Gijón, 1936) fue un periodista y dramaturgo español.
Aunque nació en Madrid, vivió la mayor parte de su vida en Gijón, donde fue colaborador de la prensa católica y tradicionalista y fundó los periódicos quincenales El Amigo del Pobre (1906-1916) y Religión y Patria (1917-1936). De acuerdo con Navarro Cabanes, Juan Ortea era carlista y defendía el programa tradicionalista siempre que las circunstancias lo exigían, a pesar de que su periódico tenía carácter católico-social.
Escribió asimismo obras de teatro que, en palabras del crítico Manuel Palomino Arjona, «rezuman intenciones contrarrevolucionarias».
Fallecido en Gijón el 24 de diciembre de 1936, su hijo Juan Manuel Ortea Corujo retomó en 1944 la edición de Religión y Patria, que duró hasta 1959.

## Obras de teatro
- El anarquista (A. Blanco, 1899)
- El alcalde de Retortijo (Teatro Moral, 1900)
- Meeting socialista (Menéndez y Morán, 1901)
- Jauja (Menéndez y Morán, 1901)
- El señorito (El Popular, 1906)
- Fin de fiesta (Teatro Moral, 1912)
- El requeté (Lino V. Sangenís, 1912)